# 제5회 제주국제장애인인권영화제
제5회 제주국제장애인인권영화제는 2004년 5월 22일에 열린 시상식이다.

## 수상 및 후보

### 상영작
- 작은 불씨 하나 - 김경률
- 빛나는 여성들 - 장애자자립생활지원센터
- 울타리 넓히기 - 황선희
- 더 클로지드 - 홍준규
- 여섯 개의 시선 中 '대륙횡단' - 여균동
- 사요나라 CP - 하라 이치오
- 장애인이즘 - 카즈야 야마다
- 어떤 색의 세계 - 장애자문제 자료 센터
- 두개의 지평선 - 장애자문제 자료 센터